# Helene Fischer/Diskografie
Diese Diskografie ist eine Übersicht über die musikalischen Werke der deutschen Schlagersängerin Helene Fischer. Den Quellenangaben zufolge hat sie bisher mehr als 18 Millionen Tonträger verkauft, wovon sie laut Schallplattenauszeichnungen alleine in Deutschland über 15,5 Millionen Einheiten verkaufte und somit eine der Interpretinnen mit den meisten Tonträgerverkäufen des Landes ist.
Ihre erfolgreichste Veröffentlichung ist das sechste Studioalbum Farbenspiel mit über 2,9 Millionen verkauften Einheiten, wovon allein in Deutschland über 2,6 Millionen Exemplare verkauft wurden und es somit eines der meistverkauften Musikalben in Deutschland seit 1975 ist. Zusammen mit ihrer Kompilation Best of Helene Fischer (zwei Millionen verkaufte Einheiten) sowie ihrem Weihnachtsalbum Weihnachten (1,2 Millionen verkaufte Einheiten) und dem siebten Studioalbum Helene Fischer (eine Million verkaufte Einheiten) erreichten insgesamt vier Alben den Status eines Millionensellers in Deutschland. Das erreichte keine Sängerin vor ihr seit 1975, alles in allem haben nur Marius Müller-Westernhagen, Phil Collins und Herbert Grönemeyer mehr Millionenseller-Alben in Deutschland.
Im März 2015 erreichte die Single Atemlos durch die Nacht ebenfalls den Status eines Millionensellers in Deutschland, womit es nicht nur zusammen mit Anton aus Tirol und Die längste Single der Welt zu den meistverkauften deutschsprachigen Schlagern nach Ein Stern (… der deinen Namen trägt), sondern generell zu den meistverkauften Singles in Deutschland zählt. Des Weiteren erhielt Fischer in ihrer Heimat für über 700.000 verkaufte Videoalben Gold- und Platinauszeichnungen. Damit ist sie die Künstlerin mit den meistverkauften durch den BVMI zertifizierten Videoalben in Deutschland.

## Alben

### Studioalben
| Jahr | Titel Musiklabel                       | Höchstplatzierung, Gesamtwochen, AuszeichnungChartplatzierungen (Jahr, Titel, Musiklabel, Platzierungen, Wochen, Auszeichnungen, Anmerkungen) | Höchstplatzierung, Gesamtwochen, AuszeichnungChartplatzierungen (Jahr, Titel, Musiklabel, Platzierungen, Wochen, Auszeichnungen, Anmerkungen) | Höchstplatzierung, Gesamtwochen, AuszeichnungChartplatzierungen (Jahr, Titel, Musiklabel, Platzierungen, Wochen, Auszeichnungen, Anmerkungen) | Anmerkungen                                                 |
| Jahr | Titel Musiklabel                       | DE | AT | CH | Anmerkungen                                                 |
| ---- | -------------------------------------- | --- | --- | --- | ----------------------------------------------------------- |
| 2006 | Von hier bis unendlich Electrola (EMI) | DE19 ×5Fünffachgold · (72 Wo.)DE | AT16 Platin · (45 Wo.)AT | CH49 (5 Wo.)CH | Erstveröffentlichung: 2. Februar 2006 Verkäufe: + 530.000   |
| 2007 | So nah wie du Electrola (EMI)          | DE5 ×5Fünffachgold · (68 Wo.)DE | AT7 Platin · (74 Wo.)AT | CH45 Gold · (8 Wo.)CH | Erstveröffentlichung: 29. Juni 2007 Verkäufe: + 535.000     |
| 2008 | Zaubermond Electrola (EMI)             | DE2 ×2Doppelplatin · (74 Wo.)DE | AT4 ×2Doppelplatin · (83 Wo.)AT | CH17 Gold · (21 Wo.)CH | Erstveröffentlichung: 27. Juni 2008 Verkäufe: + 455.000     |
| 2009 | So wie ich bin Electrola (EMI)         | DE2 ×3Dreifachgold · (37 Wo.)DE | AT1 Platin · (47 Wo.)AT | CH7 Gold · (30 Wo.)CH | Erstveröffentlichung: 9. Oktober 2009 Verkäufe: + 335.000   |
| 2011 | Für einen Tag Electrola (EMI)          | DE1 ×4Vierfachplatin · (150 Wo.)DE | AT2 ×3Dreifachplatin · (97 Wo.)AT | CH2 Gold · (46 Wo.)CH | Erstveröffentlichung: 14. Oktober 2011 Verkäufe: + 875.000  |
| 2013 | Farbenspiel Polydor (UMG)              | DE1 ×1313-fach-Platin · (248 Wo.)DE | AT1 ×1818-fach-Platin · (255 Wo.)AT | CH1 ×4Vierfachplatin · (160 Wo.)CH | Erstveröffentlichung: 4. Oktober 2013 Verkäufe: + 2.950.000 |
| 2017 | Helene Fischer Polydor (UMG)           | DE1 ×5Fünffachplatin · (136 Wo.)DE | AT1 ×5Fünffachplatin · (101 Wo.)AT | CH1 (85 Wo.)CH | Erstveröffentlichung: 12. Mai 2017 Verkäufe: + 1.075.000    |
| 2021 | Rausch Polydor (UMG)                   | DE1 ×2Doppelplatin · (135 Wo.)DE | AT1 Platin · (102 Wo.)AT | CH1 Gold · (45 Wo.)CH | Erstveröffentlichung: 15. Oktober 2021 Verkäufe: + 425.000  |

### Livealben
| Jahr | Titel Musiklabel                                                   | Höchstplatzierung, Gesamtwochen, AuszeichnungChartplatzierungen (Jahr, Titel, Musiklabel, Platzierungen, Wochen, Auszeichnungen, Anmerkungen) | Höchstplatzierung, Gesamtwochen, AuszeichnungChartplatzierungen (Jahr, Titel, Musiklabel, Platzierungen, Wochen, Auszeichnungen, Anmerkungen) | Höchstplatzierung, Gesamtwochen, AuszeichnungChartplatzierungen (Jahr, Titel, Musiklabel, Platzierungen, Wochen, Auszeichnungen, Anmerkungen) | Anmerkungen                                                                          |
| Jahr | Titel Musiklabel                                                   | DE | AT | CH | Anmerkungen                                                                          |
| ---- | ------------------------------------------------------------------ | --- | --- | --- | ------------------------------------------------------------------------------------ |
| 2010 | Best of Helene Fischer live – So wie ich bin Electrola (EMI)       | DE*DE | AT16 (43 Wo.)AT | CH27 (12 Wo.)CH | Erstveröffentlichung: 10. Dezember 2010 * siehe So wie ich bin                       |
| 2012 | Für einen Tag – Live 2012 Electrola (EMI)                          | DE1 Platin · (50 Wo.)DE | AT6 (51 Wo.)AT | CH22 (39 Wo.)CH | Erstveröffentlichung: 14. Dezember 2012 Verkäufe: + 200.000                          |
| 2013 | Farbenspiel – Live aus dem Deutschen Theater München Polydor (UMG) | DE*DE | AT**AT | CH**CH | Erstveröffentlichung: 15. November 2013 * siehe Farbenspiel / ** siehe Videoalbum    |
| 2014 | Farbenspiel live – Die Tournee Polydor (UMG)                       | DE*DE | AT**AT | CH**CH | Erstveröffentlichung: 5. Dezember 2014 * siehe Farbenspiel / ** siehe Videoalbum     |
| 2015 | Farbenspiel live – Die Stadion-Tournee Polydor (UMG)               | DE*DE | AT**AT | CH**CH | Erstveröffentlichung: 4. September 2015 * siehe Farbenspiel / ** siehe Videoalbum    |
| 2017 | Das Konzert aus dem Kesselhaus Polydor (UMG)                       | DE*DE | AT**AT | CH**CH | Erstveröffentlichung: 8. September 2017 * siehe Helene Fischer / ** siehe Videoalbum |
| 2018 | Helene Fischer live – Die Arena-Tournee Polydor (UMG)              | DE*DE | AT**AT | CH**CH | Erstveröffentlichung: 27. April 2018 * siehe Helene Fischer / ** siehe Videoalbum    |
| 2019 | Helene Fischer live – Die Stadion-Tour Polydor (UMG)               | DE1 (18 Wo.)DE | AT4 (6 Wo.)AT | CH4 (4 Wo.)CH | Erstveröffentlichung: 23. August 2019                                                |
| 2022 | Rausch – Live Polydor (UMG)                                        | DE*DE | AT*AT | CH*CH | Erstveröffentlichung: 21. Oktober 2022 * siehe Rausch                                |
| 2024 | Rausch Live – Die Arena Tour Polydor (UMG)                         | DE*DE | AT*AT | CH*CH | Erstveröffentlichung: 26. Januar 2024 * siehe Rausch                                 |

### Kompilationen
| Jahr | Titel Musiklabel                                                                           | Höchstplatzierung, Gesamtwochen, AuszeichnungChartplatzierungen (Jahr, Titel, Musiklabel, Platzierungen, Wochen, Auszeichnungen, Anmerkungen) | Höchstplatzierung, Gesamtwochen, AuszeichnungChartplatzierungen (Jahr, Titel, Musiklabel, Platzierungen, Wochen, Auszeichnungen, Anmerkungen) | Höchstplatzierung, Gesamtwochen, AuszeichnungChartplatzierungen (Jahr, Titel, Musiklabel, Platzierungen, Wochen, Auszeichnungen, Anmerkungen) | Anmerkungen |
| Jahr | Titel Musiklabel                                                                           | DE | AT | CH | Anmerkungen |
| ---- | ------------------------------------------------------------------------------------------ | --- | --- | --- | --- |
| 2010 | Best of Helene Fischer / Best of Helene Fischer – Der ultimative Dance-Mix Electrola (EMI) | DE2 ×10Zehnfachplatin · (374 Wo.)DE | AT1 ×9Neunfachplatin · (403 Wo.)AT | CH4 Gold · (233 Wo.)CH | Erstveröffentlichung: 4. Juni 2010 (Standard) Erstveröffentlichung: 28. Januar 2011 (Dance-Mix) Verkäufe: + 2.195.000 |
| 2010 | The English Ones Electrola (EMI)                                                           | — | — | — | Erstveröffentlichung: 4. Juni 2010 englischsprachige Kompilation                                                      |
| 2014 | Best of Live – Die schönsten Live-Momente Polydor (UMG)                                    | — | — | — | Erstveröffentlichung: 25. Oktober 2014 Kompilation mit Liveaufnahmen                                                  |
| 2020 | Die Helene Fischer Show – Meine schönsten Momente (Vol. 1) Polydor (UMG)                   | DE1 (36 Wo.)DE | AT4 (13 Wo.)AT | CH2 (13 Wo.)CH | Erstveröffentlichung: 11. Dezember 2020 Kompilation mit Liveaufnahmen                                                 |
| 2023 | Das ultimative Best Of Polydor (UMG)                                                       | DE*DE | AT*AT | CH*CH | Erstveröffentlichung: 12. Mai 2023 * siehe Best of Helene Fischer                                                     |

### Weihnachtsalben
| Jahr | Titel Musiklabel                                                     | Höchstplatzierung, Gesamtwochen, AuszeichnungChartplatzierungen (Jahr, Titel, Musiklabel, Platzierungen, Wochen, Auszeichnungen, Anmerkungen) | Höchstplatzierung, Gesamtwochen, AuszeichnungChartplatzierungen (Jahr, Titel, Musiklabel, Platzierungen, Wochen, Auszeichnungen, Anmerkungen) | Höchstplatzierung, Gesamtwochen, AuszeichnungChartplatzierungen (Jahr, Titel, Musiklabel, Platzierungen, Wochen, Auszeichnungen, Anmerkungen) | Anmerkungen                                                                                        |
| Jahr | Titel Musiklabel                                                     | DE | AT | CH | Anmerkungen                                                                                        |
| ---- | -------------------------------------------------------------------- | --- | --- | --- | -------------------------------------------------------------------------------------------------- |
| 2015 | Weihnachten / Merry Christmas (internationale Version) Polydor (UMG) | DE1 ×6Sechsfachplatin · (71 Wo.)DE | AT1 ×8Achtfachplatin · (54 Wo.)AT | CH2 (54 Wo.)CH | Erstveröffentlichung: 13. November 2015 mit dem Royal Philharmonic Orchestra Verkäufe: + 1.320.000 |

### Kinderalben
| Jahr | Titel Musiklabel                         | Höchstplatzierung, Gesamtwochen, AuszeichnungChartplatzierungen (Jahr, Titel, Musiklabel, Platzierungen, Wochen, Auszeichnungen, Anmerkungen) | Höchstplatzierung, Gesamtwochen, AuszeichnungChartplatzierungen (Jahr, Titel, Musiklabel, Platzierungen, Wochen, Auszeichnungen, Anmerkungen) | Höchstplatzierung, Gesamtwochen, AuszeichnungChartplatzierungen (Jahr, Titel, Musiklabel, Platzierungen, Wochen, Auszeichnungen, Anmerkungen) | Anmerkungen                            |
| Jahr | Titel Musiklabel                         | DE | AT | CH | Anmerkungen                            |
| ---- | ---------------------------------------- | --- | --- | --- | -------------------------------------- |
| 2024 | Die schönsten Kinderlieder Polydor (UMG) | DE2 (16 Wo.)DE | AT1 (19 Wo.)AT | CH3 (9 Wo.)CH | Erstveröffentlichung: 1. November 2024 |

## Singles

### Als Leadmusikerin

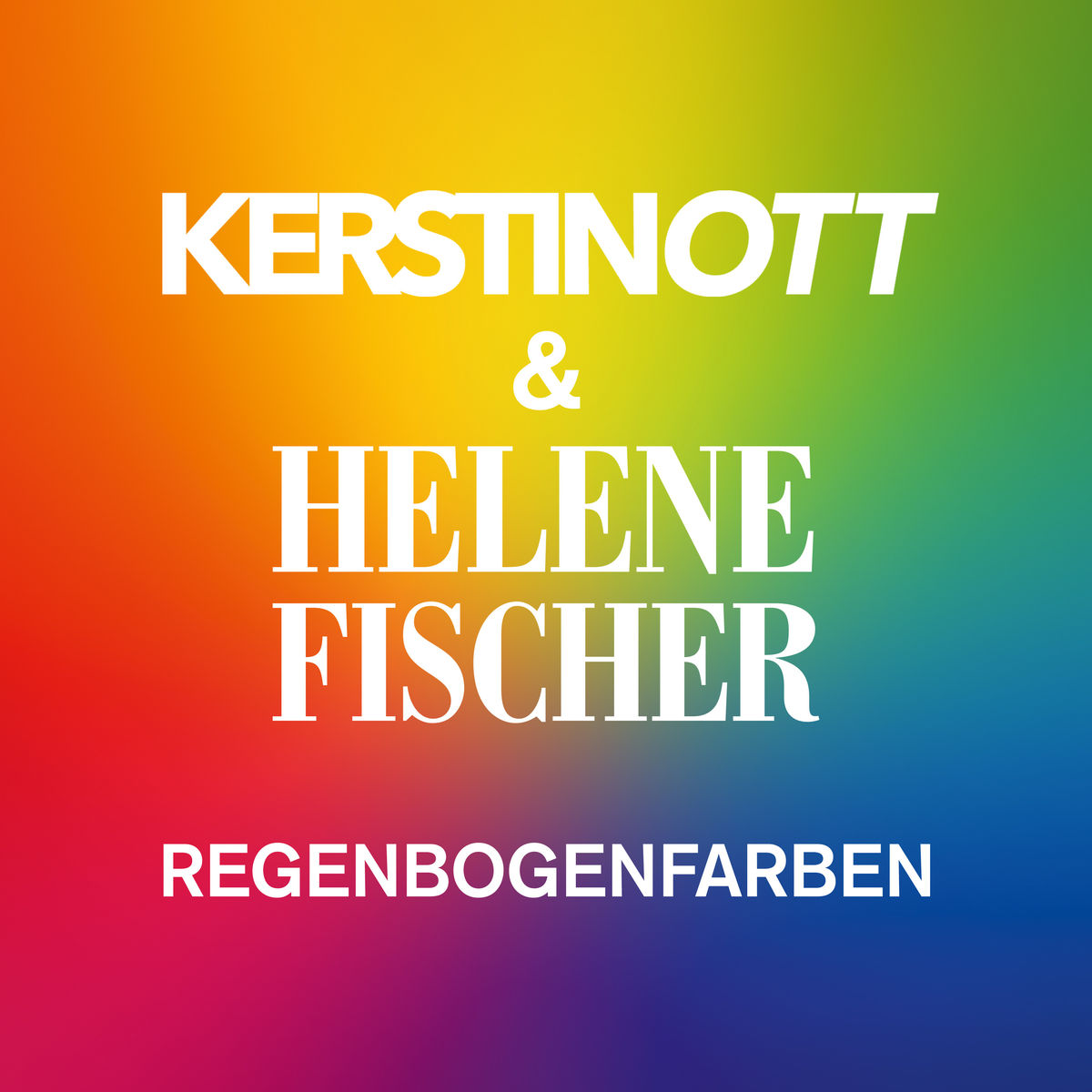
Frontcover zu Regenbogenfarben.

| Jahr | Titel Album                                                                 | Höchstplatzierung, Gesamtwochen, AuszeichnungChartplatzierungen (Jahr, Titel, Album, Platzierungen, Wochen, Auszeichnungen, Anmerkungen) | Höchstplatzierung, Gesamtwochen, AuszeichnungChartplatzierungen (Jahr, Titel, Album, Platzierungen, Wochen, Auszeichnungen, Anmerkungen) | Höchstplatzierung, Gesamtwochen, AuszeichnungChartplatzierungen (Jahr, Titel, Album, Platzierungen, Wochen, Auszeichnungen, Anmerkungen) | Anmerkungen | [↑]: gemeinsam behandelt mit vorhergehendem Eintrag; [←]: in beiden Charts platziert |
| Jahr | Titel Album                                                                 | DE | AT | CH | Anmerkungen |                                                                                      |
| ---- | --------------------------------------------------------------------------- | --- | --- | --- | --- | ------------------------------------------------------------------------------------ |
| 2007 | Mitten im Paradies So nah wie du                                            | DE79 (3 Wo.)DE | — | — | Erstveröffentlichung: 18. Mai 2007 |                                                                                      |
| 2008 | Lass mich in dein Leben Zaubermond                                          | DE38 (9 Wo.)DE | — | — | Erstveröffentlichung: 30. Mai 2008 |                                                                                      |
| 2009 | Ich will immer wieder … dieses Fieber spür’n So wie ich bin                 | DE30 Platin · (44 Wo.)DE | AT29 Platin · (33 Wo.)AT | CH55 (2 Wo.)CH | Erstveröffentlichung: 4. September 2009 Verkäufe: + 630.000                                                                            |                                                                                      |
| 2011 | Manchmal kommt die Liebe einfach so Best of Helene Fischer                  | — | — | — | Erstveröffentlichung: 4. Februar 2011                                                                                                  |                                                                                      |
| 2011 | Phänomen Für einen Tag                                                      | DE49 Gold · (12 Wo.)DE | — | CH71 (1 Wo.)CH | Erstveröffentlichung: 7. Oktober 2011 Verkäufe: + 150.000                                                                              |                                                                                      |
| 2012 | Die Hölle morgen früh Für einen Tag                                         | DE68 Gold · (7 Wo.)DE | AT74 Gold · (1 Wo.)AT | — | Erstveröffentlichung: 20. März 2012 Verkäufe: + 165.000                                                                                |                                                                                      |
| 2013 | Die Biene Maja Best of Helene Fischer (Tchibo-Edition)                      | DE78 (1 Wo.)DE | — | — | Erstveröffentlichung: 29. März 2013 Original: Karel Gott                                                                               |                                                                                      |
| 2013 | Fehlerfrei Farbenspiel                                                      | DE20 Gold · (26 Wo.)DE | AT24 Gold · (15 Wo.)AT | CH41 (2 Wo.)CH | Erstveröffentlichung: 20. September 2013 Verkäufe: + 165.000                                                                           |                                                                                      |
| 2013 | Atemlos durch die Nacht Farbenspiel                                         | DE1 a Diamant · (130 Wo.)DE | AT1 ×4Vierfachplatin · (100 Wo.)AT | CH2 Platin · (80 Wo.)CH | Erstveröffentlichung: 29. November 2013 Verkäufe: + 1.150.000                                                                          |                                                                                      |
| 2013 | Atemlos durch die Nacht (10 Year Anniversary Version) –[DE: ↑][AT: ↑]       | DE1 a Diamant · (130 Wo.)DE | AT1 ×4Vierfachplatin · (100 Wo.)AT | CH14 (1 Wo.)CH | Erstveröffentlichung: 24. November 2023 feat. Shirin David                                                                             |                                                                                      |
| 2014 | Marathon Farbenspiel                                                        | DE27 (6 Wo.)DE | AT16 (3 Wo.)AT | — | Erstveröffentlichung: 6. Juni 2014 |                                                                                      |
| 2015 | Fröhliche Weihnacht überall Weihnachten                                     | DE90 b (3 Wo.)DE | — | — | Erstveröffentlichung: 13. November 2015 mit dem Royal Philharmonic Orchestra                                                           |                                                                                      |
| 2015 | Rudolph, the Red-Nosed Reindeer Weihnachten • Merry Christmas               | DE88 c (2 Wo.)DE | AT72 c (1 Wo.)AT | — | Erstveröffentlichung: 13. November 2015 mit dem Royal Philharmonic Orchestra Original: Johnny Marks                                    |                                                                                      |
| 2015 | The Power of Love Weihnachten • Merry Christmas                             | — | — | — | Erstveröffentlichung: 13. November 2015 mit dem Royal Philharmonic Orchestra Original: Frankie Goes to Hollywood                       |                                                                                      |
| 2017 | Herzbeben Helene Fischer                                                    | DE6 Platin · (36 Wo.)DE | AT23 Platin · (13 Wo.)AT | CH16 (13 Wo.)CH | Erstveröffentlichung: 12. Mai 2017 Verkäufe: + 430.000                                                                                 |                                                                                      |
| 2017 | Nur mit dir Helene Fischer                                                  | DE34 Gold · (6 Wo.)DE | AT56 Gold · (2 Wo.)AT | CH52 (2 Wo.)CH | Erstveröffentlichung: 12. Mai 2017 Verkäufe: + 215.000                                                                                 |                                                                                      |
| 2017 | Achterbahn Helene Fischer                                                   | DE10 Platin · (14 Wo.)DE | AT37 Platin · (1 Wo.)AT | CH25 (3 Wo.)CH | Erstveröffentlichung: 8. September 2017 Verkäufe: + 430.000                                                                            |                                                                                      |
| 2018 | Flieger Helene Fischer                                                      | DE19 (3 Wo.)DE | — | CH12 (4 Wo.)CH | Erstveröffentlichung: 16. März 2018 |                                                                                      |
| 2018 | Regenbogenfarben Die Helene Fischer Show – Meine schönsten Momente (Vol. 1) | DE20 ×3Dreifachgold · (37 Wo.)DE | AT— d ×2DoppelplatinAT | CH— dCH | Erstveröffentlichung: 25. Dezember 2018 Verkäufe: + 960.000; mit Kerstin Ott                                                           |                                                                                      |
| 2019 | See You Again Traumfabrik (O.S.T.)                                          | — | — | — | Erstveröffentlichung: 6. Juni 2019 |                                                                                      |
| 2019 | 90’s Medley Helene Fischer live – Die Stadion-Tour                          | — | — | — | Erstveröffentlichung: 13. August 2019                                                                                                  |                                                                                      |
| 2019 | Sonnen Medley Helene Fischer live – Die Stadion-Tour                        | — | — | — | Erstveröffentlichung: 13. August 2019                                                                                                  |                                                                                      |
| 2021 | Vamos a marte Rausch                                                        | DE2 Gold · (15 Wo.)DE | AT10 Gold · (8 Wo.)AT | CH7 (2 Wo.)CH | Erstveröffentlichung: 6. August 2021 Verkäufe: + 215.000; feat. Luis Fonsi                                                             |                                                                                      |
| 2021 | Volle Kraft voraus Rausch                                                   | DE61 (2 Wo.)DE | — | — | Erstveröffentlichung: 24. September 2021                                                                                               |                                                                                      |
| 2021 | Null auf 100 Rausch                                                         | DE23 Gold · (8 Wo.)DE | AT65 (2 Wo.)AT | CH57 (2 Wo.)CH | Erstveröffentlichung: 14. Oktober 2021 Verkäufe: + 200.000 Original: Marco Borsato, Armin van Buuren & Davina Michelle – Hoe het danst |                                                                                      |
| 2022 | Jetzt oder nie Rausch                                                       | — | — | — | Erstveröffentlichung: 4. Februar 2022                                                                                                  |                                                                                      |
| 2022 | Liebe ist ein Tanz / Blitz Rausch                                           | — | — | — | Erstveröffentlichung: 22. Juli 2022 |                                                                                      |
| 2022 | Wenn alles durchdreht Rausch                                                | — | — | — | Erstveröffentlichung: 30. September 2022                                                                                               |                                                                                      |
| 2024 | Wir –                                                                       | — | — | — | Erstveröffentlichung: 25. Dezember 2024 mit Reinhard Mey                                                                               |                                                                                      |
| 2024 | Schau mal herein –                                                          | DE20 (11 Wo.)DE | AT25 (9 Wo.)AT | — | Erstveröffentlichung: 30. Dezember 2024 mit Florian Silbereisen Original: Chris Norman & Suzi Quatro – Stumblin’ In                    |                                                                                      |
| 2025 | Stups, der kleine Osterhase –                                               | — | — | — | Erstveröffentlichung: 11. April 2025 Original: Rolf Zuckowski                                                                          |                                                                                      |
| 2025 | Baby Shark –                                                                | — | — | — | Erstveröffentlichung: 8. August 2025 feat. Otto Waalkes; Original: Traditional                                                         |                                                                                      |

### Als Gastmusikerin
| Jahr | Titel Album                      | Höchstplatzierung, Gesamtwochen, AuszeichnungChartplatzierungen (Jahr, Titel, Album, Platzierungen, Wochen, Auszeichnungen, Anmerkungen) | Höchstplatzierung, Gesamtwochen, AuszeichnungChartplatzierungen (Jahr, Titel, Album, Platzierungen, Wochen, Auszeichnungen, Anmerkungen) | Höchstplatzierung, Gesamtwochen, AuszeichnungChartplatzierungen (Jahr, Titel, Album, Platzierungen, Wochen, Auszeichnungen, Anmerkungen) | Anmerkungen |
| Jahr | Titel Album                      | DE | AT | CH | Anmerkungen |
| ---- | -------------------------------- | --- | --- | --- | --- |
| 2019 | Santa Baby The Christmas Present | DE— eDE | — | — | Erstveröffentlichung: 20. November 2019 Robbie Williams feat. Helene Fischer Original: Eartha Kitt mit Henri René & His Orchestra |

## Videoalben und Musikvideos

### Videoalben
| Jahr | Titel Musiklabel                                                            | Höchstplatzierung, Gesamtwochen, AuszeichnungChartplatzierungen (Jahr, Titel, Musiklabel, Platzierungen, Wochen, Auszeichnungen, Anmerkungen) | Höchstplatzierung, Gesamtwochen, AuszeichnungChartplatzierungen (Jahr, Titel, Musiklabel, Platzierungen, Wochen, Auszeichnungen, Anmerkungen) | Höchstplatzierung, Gesamtwochen, AuszeichnungChartplatzierungen (Jahr, Titel, Musiklabel, Platzierungen, Wochen, Auszeichnungen, Anmerkungen) | Anmerkungen                                                                                      | [↑]: gemeinsam behandelt mit vorhergehendem Eintrag; [←]: in beiden Charts platziert |
| Jahr | Titel Musiklabel                                                            | DE | AT | CH | Anmerkungen                                                                                      |                                                                                      |
| ---- | --------------------------------------------------------------------------- | --- | --- | --- | ------------------------------------------------------------------------------------------------ | ------------------------------------------------------------------------------------ |
| 2007 | So nah, so fern Electrola (EMI)                                             | DE* ×3DreifachgoldDE | AT4 (2 Wo.)AT | CH*CH | Erstveröffentlichung: 14. September 2007 Verkäufe: + 75.000; * siehe So nah wie du               |                                                                                      |
| 2008 | Mut zum Gefühl – Live Electrola (EMI)                                       | DE18 ×2Doppelplatin · (12 Wo.)DE | AT2 (19 Wo.)AT | CH10 (1 Wo.)CH | Erstveröffentlichung: 14. März 2008 Verkäufe: + 100.000                                          |                                                                                      |
| 2009 | Zaubermond – Live Electrola (EMI)                                           | DE12 ×3Dreifachgold · (10 Wo.)DE | AT1 (10 Wo.)AT | CH3 (6 Wo.)CH | Erstveröffentlichung: 19. Juni 2009 Verkäufe: + 75.000                                           |                                                                                      |
| 2010 | Best of Helene Fischer live – So wie ich bin Electrola (EMI)                | DE* ×3DreifachgoldDE | AT1 (21 Wo.)AT | CH5 (1 Wo.)CH | Erstveröffentlichung: 10. Dezember 2010 Verkäufe: + 75.000; * siehe So wie ich bin               |                                                                                      |
| 2011 | Live – Helene Fischer zum ersten Mal mit Band und Orchester Electrola (EMI) | DE14 Platin · (13 Wo.)DE | AT2 (24 Wo.)AT | CH3 (15 Wo.)CH | Erstveröffentlichung: 2. Dezember 2011 Verkäufe: + 50.000                                        |                                                                                      |
| 2012 | Für einen Tag – Live 2012 Electrola (EMI)                                   | DE* ×3DreifachgoldDE | AT1 (34 Wo.)AT | CH1 (33 Wo.)CH | Erstveröffentlichung: 14. Dezember 2012 Verkäufe: + 75.000; * siehe Livealbum                    |                                                                                      |
| 2013 | Farbenspiel Polydor (UMG)                                                   | DE*DE | AT6 (1 Wo.)AT | CH*CH | Erstveröffentlichung: 4. Oktober 2013 * siehe Studioalbum                                        |                                                                                      |
| 2013 | Farbenspiel – Live aus dem Deutschen Theater München Polydor (UMG)          | DE* ×5FünffachplatinDE | AT1 (84 Wo.)AT | CH3 (5 Wo.)CH | Erstveröffentlichung: 15. November 2013 Verkäufe: + 250.000; * siehe Farbenspiel                 |                                                                                      |
| 2014 | Farbenspiel live – Die Tournee Polydor (UMG)[DE: ↑][AT: ↑]                  | DE* ×5FünffachplatinDE | AT1 (84 Wo.)AT | CH1 (39 Wo.)CH | Erstveröffentlichung: 5. Dezember 2014 * siehe Farbenspiel                                       |                                                                                      |
| 2015 | Farbenspiel live – Die Stadion-Tournee Polydor (UMG)[DE: ↑][AT: ↑][CH: ↑]   | DE* ×5FünffachplatinDE | AT1 (84 Wo.)AT | CH1 (39 Wo.)CH | Erstveröffentlichung: 4. September 2015 * siehe Farbenspiel                                      |                                                                                      |
| 2015 | Weihnachten – Live aus der Hofburg Wien Polydor (UMG)                       | DE*DE | AT1 (10 Wo.)AT | CH2 (8 Wo.)CH | Erstveröffentlichung: 4. Dezember 2015 mit dem Royal Philharmonic Orchestra; * siehe Weihnachten |                                                                                      |
| 2017 | Das Konzert aus dem Kesselhaus Polydor (UMG)                                | DE*DE | AT1 (14 Wo.)AT | CH1 (20 Wo.)CH | Erstveröffentlichung: 8. September 2017 * siehe Helene Fischer                                   |                                                                                      |
| 2018 | Helene Fischer live – Die Arena-Tournee Polydor (UMG)                       | DE*DE | AT1 (48 Wo.)AT | CH1 (22 Wo.)CH | Erstveröffentlichung: 27. April 2018 * siehe Helene Fischer                                      |                                                                                      |
| 2019 | Helene Fischer live – Die Stadion-Tour Polydor (UMG)                        | DE* PlatinDE | AT1 (13 Wo.)AT | CH1 (16 Wo.)CH | Erstveröffentlichung: 23. August 2019 Verkäufe: + 50.000; * siehe Helene Fischer                 |                                                                                      |
| 2022 | Rausch – Live Polydor (UMG)                                                 | DE*DE | AT*AT | CH*CH | Erstveröffentlichung: 21. Oktober 2022 * siehe Rausch                                            |                                                                                      |
| 2024 | Rausch Live – Die Arena Tour Polydor (UMG)                                  | DE*DE | AT*AT | CH*CH | Erstveröffentlichung: 26. Januar 2024 * siehe Rausch                                             |                                                                                      |

### Musikvideos
| Jahr | Titel                                     | Regie           |
| ---- | ----------------------------------------- | --------------- |
| 2007 | Du fängst mich auf und lässt mich fliegen | Daniel Berlin   |
| 2007 | So nah wie Du                             | Daniel Berlin   |
| 2007 | Fantasie hat Flügel                       | Daniel Berlin   |
| 2007 | Das Karussell in meinem Bauch             | Daniel Berlin   |
| 2007 | Von hier bis unendlich                    | Daniel Berlin   |
| 2007 | Und morgen früh küss ich dich wach        | Daniel Berlin   |
| 2007 | Feuer am Horizont                         | Daniel Berlin   |
| 2007 | Mut zum Gefühl                            | Daniel Berlin   |
| 2007 | Du hat mein Herz berührt                  | Daniel Berlin   |
| 2007 | Im Regen der Gefühle                      | Daniel Berlin   |
| 2007 | Hinter den Tränen                         | Daniel Berlin   |
| 2007 | Ich glaub Dir hundert Lügen               | Daniel Berlin   |
| 2007 | Mitten im Paradies                        | Daniel Berlin   |
| 2007 | Wo das Leben tanzt                        | Daniel Berlin   |
| 2010 | Nicht von dieser Welt                     | Philipp Lenner  |
| 2010 | Sweet Surrender                           |                 |
| 2011 | Phänomen                                  |                 |
| 2013 | Atemlos durch die Nacht                   | Oliver Sommer   |
| 2014 | Marathon                                  |                 |
| 2016 | Ich bin bereit                            |                 |
| 2017 | Achterbahn                                | Kim Willecke    |
| 2019 | See You Again                             | Martin Schreier |
| 2021 | Vamos a marte                             | Jonas Vahl      |
| 2021 | Volle Kraft voraus                        | Russell Thomas  |
| 2021 | Null auf 100                              | Russell Thomas  |
| 2021 | Luftballon                                | Russell Thomas  |
| 2022 | Jetzt oder nie                            | Russell Thomas  |
| 2022 | Liebe ist ein Tanz                        | Russell Thomas  |
| 2022 | Blitz                                     | Russell Thomas  |
| 2022 | Wenn alles durchdreht                     | Russell Thomas  |
| 2025 | Baby Shark                                |                 |

## Promoveröffentlichungen
Promo-Singles

| Jahr | Titel Album                                                                                   | Höchstplatzierung, Gesamtwochen, AuszeichnungChartplatzierungen (Jahr, Titel, Album, Platzierungen, Wochen, Auszeichnungen, Anmerkungen) | Höchstplatzierung, Gesamtwochen, AuszeichnungChartplatzierungen (Jahr, Titel, Album, Platzierungen, Wochen, Auszeichnungen, Anmerkungen) | Höchstplatzierung, Gesamtwochen, AuszeichnungChartplatzierungen (Jahr, Titel, Album, Platzierungen, Wochen, Auszeichnungen, Anmerkungen) | Anmerkungen                                                                                    |
| Jahr | Titel Album                                                                                   | DE | AT | CH | Anmerkungen                                                                                    |
| ---- | --------------------------------------------------------------------------------------------- | --- | --- | --- | ---------------------------------------------------------------------------------------------- |
| 2006 | Feuer am Horizont Von hier bis unendlich                                                      | — | — | — | Erstveröffentlichung: Januar 2006                                                              |
| 2006 | Von hier bis unendlich                                                                        | — | — | — | Erstveröffentlichung: April 2006                                                               |
| 2006 | Und morgen früh küss ich dich wach Von hier bis unendlich                                     | DE83 f Gold · (1 Wo.)DE | — | CH61 f (1 Wo.)CH | Erstveröffentlichung: Juli 2006 Verkäufe: + 150.000                                            |
| 2006 | Im Reigen der Gefühle Von hier bis unendlich                                                  | — | — | — | Erstveröffentlichung: November 2006                                                            |
| 2007 | Du fängst mich auf und lässt mich fliegen So nah wie du                                       | — | — | — | Erstveröffentlichung: August 2007                                                              |
| 2007 | Du hast mein Herz berührt So nah wie du                                                       | — | — | — | Erstveröffentlichung: Oktober 2007                                                             |
| 2008 | Ich glaub dir hundert Lügen So nah wie du                                                     | — | — | — | Erstveröffentlichung: Februar 2008                                                             |
| 2008 | Mal ganz ehrlich Zaubermond                                                                   | — | — | — | Erstveröffentlichung: August 2008                                                              |
| 2008 | Ich geb nie auf (Am Anfang war das Feuer) Zaubermond                                          | — | — | — | Erstveröffentlichung: 7. November 2008                                                         |
| 2009 | Vergeben, vergessen und wieder vertrau’n Zaubermond                                           | — | — | — | Erstveröffentlichung: 13. Februar 2009                                                         |
| 2009 | Du lässt mich sein, so wie ich bin So wie ich bin                                             | — | — | — | Erstveröffentlichung: 30. Oktober 2009                                                         |
| 2010 | Hundert Prozent So wie ich bin                                                                | — | — | — | Erstveröffentlichung: 15. Januar 2010                                                          |
| 2010 | Nicht von dieser Welt Best of Helene Fischer                                                  | — | — | — | Erstveröffentlichung: 20. April 2010                                                           |
| 2010 | Von Null auf Sehnsucht Best of Helene Fischer                                                 | — | — | — | Erstveröffentlichung: 18. August 2010                                                          |
| 2011 | Wär’ heut’ mein letzter Tag Für einen Tag                                                     | — | — | — | Erstveröffentlichung: 25. November 2011                                                        |
| 2012 | Nur wer den Wahnsinn liebt Für einen Tag                                                      | — | — | — | Erstveröffentlichung: 17. August 2012                                                          |
| 2013 | Unser Tag Farbenspiel                                                                         | DE— GoldDE | — | — | Erstveröffentlichung: 15. Dezember 2013 Verkäufe: + 150.000                                    |
| 2015 | Mit keinem andern Farbenspiel                                                                 | DE72 g Gold · (1 Wo.)DE | AT55 g (1 Wo.)AT | — | Erstveröffentlichung: 3. Februar 2015 Verkäufe: + 200.000                                      |
| 2015 | Adeste fideles Weihnachten                                                                    | — | — | — | Erstveröffentlichung: 13. November 2015 mit dem Royal Philharmonic Orchestra                   |
| 2016 | Zeitreise (Unplugged) MTV Unplugged: Unter Dampf – Ohne Strom                                 | — | — | — | Erstveröffentlichung: 15. Januar 2016 Unheilig feat. Helene Fischer                            |
| 2020 | Despacito & Échame la culpa (Live) Die Helene Fischer Show – Meine schönsten Momente (Vol. 1) | — | — | — | Erstveröffentlichung: 6. November 2020 mit Luis Fonsi                                          |
| 2020 | Nessaja (Live) Die Helene Fischer Show – Meine schönsten Momente (Vol. 1)                     | — | — | — | Erstveröffentlichung: 13. November 2020 mit Peter Maffay                                       |
| 2020 | Who Wants to Live Forever (Live) Die Helene Fischer Show – Meine schönsten Momente (Vol. 1)   | — | — | — | Erstveröffentlichung: 20. November 2020 mit Queen + Adam Lambert                               |
| 2020 | Sex Bomb (Live) Die Helene Fischer Show – Meine schönsten Momente (Vol. 1)                    | — | — | — | Erstveröffentlichung: 27. November 2020 mit Tom Jones                                          |
| 2020 | The Prayer (Live) Die Helene Fischer Show – Meine schönsten Momente (Vol. 1)                  | — | — | — | Erstveröffentlichung: 4. Dezember 2020 mit Andrea Bocelli                                      |
| 2020 | Hallelujah (Live) Die Helene Fischer Show – Meine schönsten Momente (Vol. 1)                  | — | — | — | Erstveröffentlichung: 6. Dezember 2020 mit Rea Garvey; Original: Leonard Cohen                 |
| 2020 | Backstreet Boys Medley (Live) Die Helene Fischer Show – Meine schönsten Momente (Vol. 1)      | — | — | — | Erstveröffentlichung: 10. Dezember 2020 mit Nick Carter; Original: Backstreet Boys             |
| 2020 | Fields of Gold Die Helene Fischer Show – Meine schönsten Momente (Vol. 1)                     | — | — | — | Erstveröffentlichung: 10. Dezember 2020 mit Max Giesinger; Original: Sting                     |
| 2020 | Shallow Die Helene Fischer Show – Meine schönsten Momente (Vol. 1)                            | — | — | — | Erstveröffentlichung: 10. Dezember 2020 mit Roland Kaiser Original: Lady Gaga & Bradley Cooper |
| 2020 | Heast as net (Live) Die Helene Fischer Show – Meine schönsten Momente (Vol. 1)                | — | — | — | Erstveröffentlichung: 11. Dezember 2020 mit Ina Regen                                          |

## Sonderveröffentlichungen

### Alben
| Jahr | Titel Musiklabel                        | Anmerkungen                                                     |
| ---- | --------------------------------------- | --------------------------------------------------------------- |
| 2009 | iTunes Live aus München Electrola (EMI) | Erstveröffentlichung: 23. Oktober 2009 Vertrieb nur über iTunes |

| Jahr | Titel Musiklabel                | Anmerkungen                                                                   |
| ---- | ------------------------------- | ----------------------------------------------------------------------------- |
| 2021 | Alternative Mixes Polydor (UMG) | Erstveröffentlichung: 15. Oktober 2021 Teil von Rausch (Super Deluxe Version) |

| Jahr | Titel Musiklabel                                                     | Anmerkungen                                              |
| ---- | -------------------------------------------------------------------- | -------------------------------------------------------- |
| 2022 | Weihnachtshits – Meine schönsten Lieder zu Weihnachten Polydor (UMG) | Erstveröffentlichung: 18. November 2022 Mini-Kompilation |
| 2022 | Christmas Hits – My Best Songs for Christmas Polydor (UMG)           | Erstveröffentlichung: 25. November 2022 Mini-Kompilation |
| 2022 | Party Hits – Wie im Rausch mit Helene Fischer Polydor (UMG)          | Erstveröffentlichung: 27. Dezember 2022 Mini-Kompilation |

| Jahr | Titel Musiklabel                            | Anmerkungen                                                       |
| ---- | ------------------------------------------- | ----------------------------------------------------------------- |
| 2012 | Die Erfolgsgeschichte shop24direct (shop24) | Erstveröffentlichung: 2012 Vertrieb nur durch Teleshopping        |
| 2013 | 100 % Best Of shop24direct (shop24)         | Erstveröffentlichung: 9. Mai 2013 Vertrieb nur durch Teleshopping |

### Lieder
| Jahr | Titel Album                                                                                 | Anmerkungen |
| ---- | ------------------------------------------------------------------------------------------- | --- |
| 2011 | Make You Feel My Love Gems – The Duets Collection                                           | Erstveröffentlichung: 17. Juni 2011 Michael Bolton feat. Helene Fischer; Original: Billy Joel                                        |
| 2011 | How Am I Supposed to Live Without You Duette                                                | Erstveröffentlichung: 28. Juni 2011 Michael Bolton feat. Helene Fischer; Original: Laura Branigan                                    |
| 2011 | The Prayer Duette                                                                           | Erstveröffentlichung: 28. Juni 2011 Michael Bolton feat. Helene Fischer; Original: Céline Dion & Andrea Bocelli                      |
| 2011 | Vivo per lei Duette                                                                         | Erstveröffentlichung: 28. Juni 2011 Michael Bolton feat. Helene Fischer; Original: O.R.O.                                            |
| 2012 | Dein ist mein ganzes Herz Träume                                                            | Erstveröffentlichung: 16. November 2012 Adoro feat. Helene Fischer; Original: Heinz Rudolf Kunze                                     |
| 2013 | When I Fall in Love Passione                                                                | Erstveröffentlichung: 25. Januar 2013 Andrea Bocelli feat. Helene Fischer; Original: Jeri Southern with Victor Young & His Orchestra |
| 2013 | Weit übers Meer (David’s Song) Mit den Gezeiten                                             | Erstveröffentlichung: 10. Mai 2013 Santiano feat. Helene Fischer; Original: Vladimir Cosma                                           |
| 2014 | Wär’ heut’ mein letzter Tag Zeitensprung                                                    | Erstveröffentlichung: 21. März 2014 Peter Kraus feat. Helene Fischer                                                                 |
| 2014 | Ain’t No Mountain High Enough Ain’t No Mountain High Enough – A Tribute to Hitsville U.S.A. | Erstveröffentlichung: 11. April 2014 Michael Bolton feat. Helene Fischer; Original: Marvin Gaye & Tammi Terrell                      |
| 2014 | You Raise Me Up Best of Semino Rossi                                                        | Erstveröffentlichung: 4. Mai 2014 Semino Rossi feat. Helene Fischer; Original: Secret Garden                                         |
| 2015 | Ich fühl wie du Tabaluga – Es lebe die Freundschaft!                                        | Erstveröffentlichung: 30. Oktober 2015 Peter Maffay feat. Helene Fischer                                                             |
| 2015 | What Child Is This My Christmas                                                             | Erstveröffentlichung: 30. Oktober 2015 Plácido Domingo feat. Helene Fischer                                                          |
| 2015 | So wie du warst (Unplugged) MTV Unplugged: Unter Dampf – Ohne Strom                         | Erstveröffentlichung: 11. Dezember 2015 Unheilig feat. Helene Fischer                                                                |
| 2016 | Zeitreise (Unplugged) MTV Unplugged: Unter Dampf – Ohne Strom                               | Erstveröffentlichung: 11. Dezember 2015 Unheilig feat. Helene Fischer                                                                |
| 2016 | Just Pretend The Wonder of You                                                              | Erstveröffentlichung: 21. Oktober 2016 Elvis Presley feat. Helene Fischer                                                            |
| 2018 | Durch den Sturm Lachen Weinen Tanzen (Premium Edition)                                      | Erstveröffentlichung: 18. Januar 2018 Matthias Schweighöfer feat. Helene Fischer                                                     |
| 2018 | Per il resto tutto bene Vita ce n’è                                                         | Erstveröffentlichung: 23. November 2018 Eros Ramazzotti feat. Helene Fischer                                                         |
| 2019 | Santa Baby The Christmas Present                                                            | Erstveröffentlichung: 20. November 2019 Robbie Williams feat. Helene Fischer; Original: Eartha Kitt mit Henri René & His Orchestra   |
| 2020 | Liebe lohnt sich Liebe lohnt sich (Single)                                                  | Erstveröffentlichung: 10. April 2020 Maite Kelly feat. Helene Fischer                                                                |
| 2021 | I’ll Stand by You Harmony (Deluxe Edition)                                                  | Erstveröffentlichung: 26. Februar 2021 Josh Groban feat. Helene Fischer; Original: The Pretenders                                    |

| Jahr | Titel Album                                                                 | Anmerkungen |
| ---- | --------------------------------------------------------------------------- | --- |
| 2014 | Merci, Chérie Mitten im Leben – Das Tribute-Album                           | Erstveröffentlichung: 17. Oktober 2014 Original: Udo Jürgens                                                             |
| 2017 | Lass’ es schneien Sesamstraße präsentiert – Ernie und Bert singen mit Stars | Erstveröffentlichung: 27. Januar 2017 mit Ernie & Bert; Original: Vaughn Monroe – Let It Snow! Let It Snow! Let It Snow! |
| 2017 | Atemlos Meylensteine Vol. 2                                                 | Erstveröffentlichung: 28. April 2017 mit Gregor Meyle                                                                    |
| 2017 | Ich will immer wieder … dieses Fieber spür’n Meylensteine Vol. 2            | Erstveröffentlichung: 28. April 2017 mit Gregor Meyle                                                                    |

| Jahr | Titel Soundtrack                 | Anmerkungen                                                                            |
| ---- | -------------------------------- | -------------------------------------------------------------------------------------- |
| 2016 | Ich bin bereit Vaiana            | Erstveröffentlichung: 14. Dezember 2006 Original: Alessia Cara – How Far I’ll Go       |
| 2019 | See You Again Traumfabrik        | Erstveröffentlichung: 6. Juni 2019                                                     |
| 2023 | Weil der Wunsch es wert ist Wish | Erstveröffentlichung: 17. November 2023 Original: Julia Michaels – A Wish Worth Making |

### Videoalben
| Jahr | Titel Musiklabel                               | Anmerkungen                                                                                 |
| ---- | ---------------------------------------------- | ------------------------------------------------------------------------------------------- |
| 2024 | Die schönsten Kinderlieder – DVD Polydor (UMG) | Erstveröffentlichung: 1. November 2024 Teil von Die schönsten Kinderlieder (Deluxe Edition) |

## Statistik

### Chartauswertung
Die folgende Aufstellung beinhaltet eine Übersicht über die Charterfolge Fischers in den Album-, Single- sowie den Musik-DVD-Charts. In Deutschland besteht die Besonderheit, dass Videoalben sich ebenfalls in den Albumcharts platzieren. In Österreich und der Schweiz werden für Videoalben eigenständige Chartlisten geführt.
|                     | DE     | AT     | CH     |
| ------------------- | ------ | ------ | ------ |
| Nummer-eins-Alben   | DE8DE  | AT7AT  | CH3CH  |
| Top-10-Alben        | DE13DE | AT12AT | CH10CH |
| Alben in den Charts | DE17DE | AT14AT | CH15CH |

|                       | DE     | AT     | CH     |
| --------------------- | ------ | ------ | ------ |
| Nummer-eins-Singles   | DE1DE  | AT1AT  | CH—CH  |
| Top-10-Singles        | DE4DE  | AT2AT  | CH2CH  |
| Singles in den Charts | DE22DE | AT13AT | CH12CH |

|                          | DE    | AT     | CH     |
| ------------------------ | ----- | ------ | ------ |
| Nummer-eins-Videoalben   | DE—DE | AT8AT  | CH5CH  |
| Top-10-Videoalben        | DE—DE | AT12AT | CH11CH |
| Videoalben in den Charts | DE—DE | AT12AT | CH11CH |

### Auszeichnungen für Musikverkäufe
| Platin-Schallplatte - Europa - 2013: für das Album Best of Helene Fischer | 2× Platin-Schallplatte - Europa - 2014: für das Album Farbenspiel |

Anmerkung: Auszeichnungen in Ländern aus den Charttabellen bzw. Chartboxen sind in ebendiesen zu finden.
| Land/RegionAuszeichnungen für Musikverkäufe (Land/Region, Auszeichnungen, Verkäufe, Quellen) | Gold       | Platin         | Diamant  | Verkäufe   | Quellen           |
| -------------------------------------------------------------------------------------------- | ---------- | -------------- | -------- | ---------- | ----------------- |
| Deutschland (BVMI)                                                                           | 17× Gold17 | 65× Platin65   | Diamant1 | 15.500.000 | musikindustrie.de |
| Europa (IFPI)                                                                                | —          | 3× Platin3     | —        | 3.000.000  | ifpi.org EU2      |
| Österreich (IFPI)                                                                            | 4× Gold4   | 58× Platin58   | —        | 1.240.000  | ifpi.at           |
| Schweiz (IFPI)                                                                               | 6× Gold6   | 5× Platin5     | —        | 195.000    | hitparade.ch      |
| Insgesamt                                                                                    | 27× Gold27 | 131× Platin131 | Diamant1 |            |                   |